# Oestinghausen
Oestinghausen – część gminy (Ortsteil) Lippetal w powiecie Soest, w kraju związkowym Nadrenia Północna-Westfalia, w rejencji Arnsberg.

## Demografia
Według danych z marca 2023 roku w Oestinghausen mieszkało 1894 mieszkańców. Według danych z marca 2025 roku liczba mieszkańców Oestinghausen spadła do 1874. 947 mieszkańców to mężczyźni, a 927 to kobiety.

## Geografia

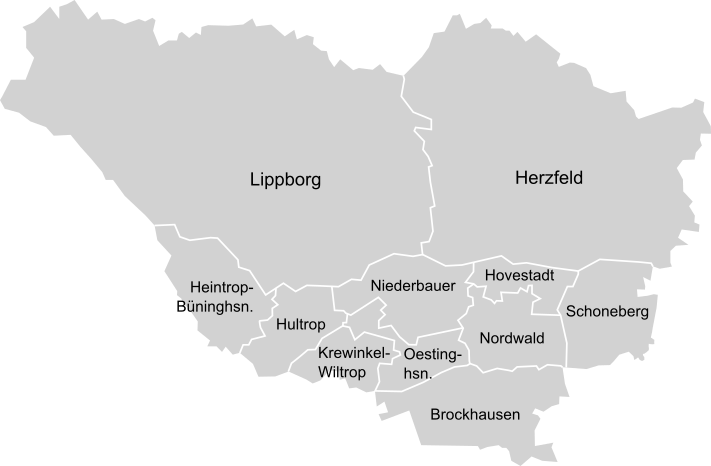
Podział administracyjny Lippetal

Oestinghausen położona jest w południowej części Lippetal i graniczy z pięcioma innymi częściami gminy: Niederbauer, Nordwald, Brockhausen, Krewinkel-Wiltrop i Hultrop.

## Historia

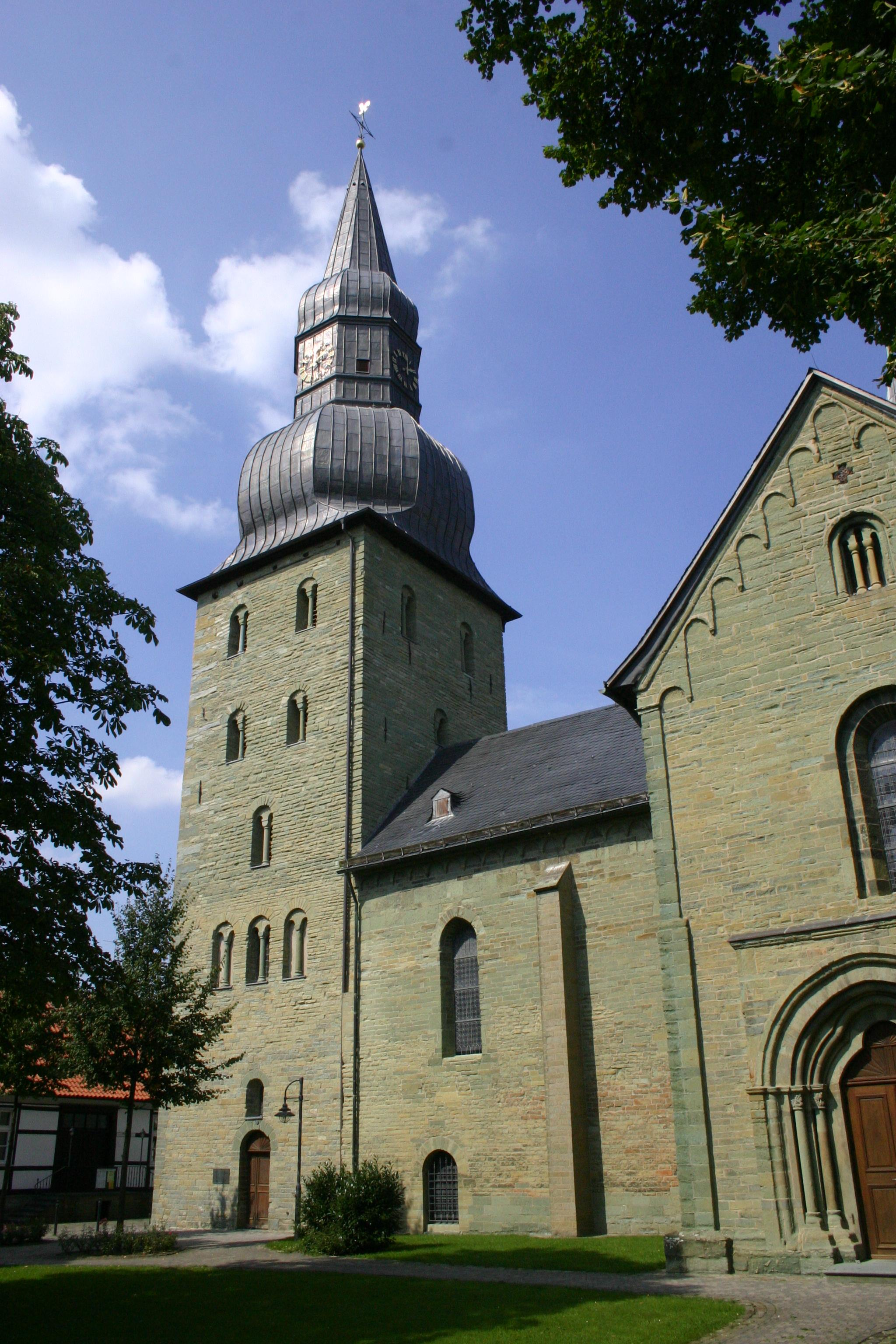
Kościół św. Stefana

Najstarszą budowlą na terenie Oestinghausen jest kościół św. Stefana (niem. Pfarrkirche St. Stephanus). Dwutraktowy budynek ten został zbudowany około połowy XIII wieku w stylu romańskim. Solidna wieża zachodnia z licznymi otworami łukowymi pochodzi z XII wieku.

### Reorganizacja gmin
W ramach reorganizacji gmin 1 lipca 1969 roku Oestinghausen wraz z 11 innymi miejscowościami stało się częścią nowej gminy Lippetal.

## Kultura
W Oestinghausen znajduje się cmentarz wojenny, na którym spoczywają trzej Niemcy, którzy polegli na wojnie.